# Nikolai Daniliévski
Nikolai Iakovlevitch Danilevski (em russo: Николай Яковлевич Данилевский; Oriol, 28 de novembro de 1822 – Tbilisi, 7 de novembro de 1885) foi um naturalista, economista, etnólogo, filósofo e historiador russo. É conhecido como um dos principais ideólogos do pan-eslavismo e do movimento eslavófilo.
Danilevski defendeu uma concepção cíclica da história, baseada em sua teoria dos tipos histórico-culturais, segundo a qual diferentes civilizações se desenvolvem de forma autônoma e seguem trajetórias próprias. Também é lembrado por sua crítica à teoria da evolução de Charles Darwin.

## Vida
Danilevski nasceu na vila de Oberets, na Governadoria de Oryol, em uma família nobre. Estudou no prestigiado Liceu de Tsarskoye Selo e, após concluir seus estudos, foi nomeado para um cargo no Ministério da Guerra. Insatisfeito com a perspectiva de uma carreira militar, passou a frequentar a Universidade de São Petersburgo, onde estudou física e matemática.
Aprovado nos exames de mestrado, preparava-se para defender uma tese sobre a flora da região do Mar Negro, na Rússia europeia. Em 1849, no entanto, foi preso por envolvimento com o Círculo Petrashevski, grupo intelectual que discutia obras de socialistas franceses e do qual também participava Fiódor Dostoiévski. Os membros mais ativos foram condenados à morte, embora as penas tenham sido posteriormente comutadas. Danilevski passou 100 dias preso na Fortaleza de Pedro e Paulo e, em seguida, foi enviado para viver sob vigilância policial em Vologda, onde trabalhou na administração provincial.
Em 1852, participou de uma expedição liderada por Karl Ernst von Baer, com o objetivo de avaliar as condições da indústria pesqueira no rio Volga e no Mar Cáspio. Após quatro anos, foi transferido para o Departamento de Agricultura do Ministério da Propriedade Estatal. Durante mais de duas décadas, chefiou expedições aos mares Branco, Negro, de Azov, Cáspio e ao Oceano Ártico. Essa experiência resultou na publicação do livro Exame das Condições da Pesca na Rússia, em 1872.
Além de seu trabalho com pescas e comércio de focas, foi responsável, entre 1872 e 1879, pela comissão que regulamentou o uso de águas correntes na Crimeia. Dirigiu os Jardins Botânicos de Nikita entre 1879 e 1880, e integrou uma comissão encarregada de lidar com a epidemia de filoxera na década de 1880. Seus estudos sobre climatologia, geologia, geografia e etnologia da Rússia lhe renderam uma medalha de ouro da Sociedade Geográfica Russa.
Danilevski faleceu em Tbilisi, na Governadoria de Tiflis, e foi sepultado em sua propriedade na localidade de Mshanka.

## Obra

### Teologia natural e rejeição ao Darwinismo
A obra Darwinismo: Pesquisa crítica, de Danilevsky, publicada em 1885, reúne mais de 1.200 páginas de argumentos contrários à teoria de Darwin, majoritariamente baseados em literatura já existente na época. O livro foi concebido como o primeiro volume de uma obra maior, cujo segundo volume abordaria as teorias próprias de Danilevsky — que ele denominava teologia natural —, mas que permaneceu inacabado em razão de sua morte. Quando publicado postumamente, o segundo volume continha apenas estudos preliminares.
Danilevsky foi influenciado pelo trabalho de Karl Ernst von Baer, que havia desenvolvido sua própria teoria teleológica da evolução e criticado Darwin na década de 1870. A partir dessa influência, adotou a noção de Zielstrebigkeit, termo alemão que pode ser traduzido como “intencionalidade” ou “direcionalidade”. Para Danilevsky, a evolução, assim como a criação original do mundo, possuía um propósito racional e seguia a vontade de um criador divino.

### Teoria dos tipos histórico-culturais
Danilevsky publicou pela primeira vez Rússia e Europa: Um olhar sobre as relações culturais e políticas do mundo eslavo com o mundo romano-germânico na revista Zarya, em 1869. Posteriormente republicada como monografia, a obra lhe rendeu projeção internacional.
Ele foi pioneiro no uso de metáforas biológicas e morfológicas para comparar culturas. Defendia que culturas e nações eram comparáveis a espécies biológicas: únicas, intransmissíveis e ligadas por uma língua e tradição comuns. A partir dessa perspectiva, criticou as reformas de Pedro, o Grande, considerando-as fadadas ao fracasso por tentarem impor valores estrangeiros ao mundo eslavo.
Danilevsky classificou as atividades histórico-culturais em quatro categorias principais: religiosa, política, sociopolítica e cultural. Com base nessas categorias, identificou dez tipos histórico-culturais distintos: o caldeu, o hebraico, o árabe, o indiano, o persa, o grego, o romano (ou ítalo antigo), o germânico, o hamita (ou egípcio) e o chinês.
Cada tipo histórico-cultural, segundo ele, passaria por estágios cíclicos de juventude, maturidade e velhice — este último correspondendo ao seu fim. Danilevsky via o tipo eslavo ainda em sua juventude e propôs um plano de desenvolvimento que incluía a unificação do mundo eslavo sob a liderança do Império Russo, com sua futura capital em Constantinopla (atual Istambul), governada por um imperador ortodoxo.
Ele acreditava que os povos russos e europeus não eram iguais — ao contrário do que afirmavam as teorias universalistas em voga —, e que a Rússia possuía um potencial superior devido a suas características biológicas e |culturais. Enquanto outras culturas tenderiam à degeneração em uma luta cega pela existência, o mundo eslavo deveria liderar a formação de uma nova civilização eurasiática. Para Danilevsky, não existia progresso absoluto ou linear: a história era cíclica.
Alguns elementos de sua obra anteciparam ideias que seriam retomadas por Oswald Spengler em O Declínio do Ocidente. Arnold J. Toynbee também mencionou sua teoria em A Study of History. A proposta de Danilevsky gerou ampla controvérsia: autores como Fiódor Dostoiévski e Liev Tolstói elogiaram seu trabalho, enquanto pensadores ocidentalistas como Nikolai Kareev, Pavel Miliukov e Nikolai Mikhailovsky foram severamente críticos. O livro Rússia e Europa (1913), do estadista tcheco Tomáš Masaryk, foi escrito como uma resposta crítica à obra homônima de Danilevsky.